# Club 2002–Party for the Unity and the Republic
Club 2002 – Party for the Unity and the Republic ist eine Politische Partei in der Republik Kongo. Sie ist Teil von Denis Sassou-Nguesso Präsidentschafts-Majorität und wird derzeit von Juste Désiré Mondélé geleitet.

## Geschichte
Die Bewegung wurde am 30. Januar 2002 von Wilfrid Nguesso, einem Neffen von Präsident Denis Sassou-Nguesso gegründet.
Ursprünglich war der Club 2002 ein politischer Verein (Association), doch 2007 wurde er in die Partei umgewandelt und der Namen wurde ergänzt mit „Partei für die Einheit und die Republik“. Am 17. Juli 2007 fusionierte der politische Verein Consensus for Change and Development (Konsens für Wandel und Entwicklung), mit dem Club 2002, während die Organization for the Development of the Land (Organisation für die Entwicklung des Landes) von Alima Como Ndzaléitsé, ein weiterer politischer Verein, ein angeschlossener Verein des Clubs 2002 wurde.
In den Parlamentswahlen am 24. Juni und 5. August 2007 errang die Partei 3 der 137 Sitze.
Wilfrid Nguesso war eine stark religiöse Persönlichkeit. Er war dafür bekannt seinen christlichen Glauben in Parteitreffen einzubringen. Bei einem Treffen zum 12. Jahrestag der Parteigründung am 30. Januar 2014 verkündete Nguesso seine Entscheidung, die Partei aufzulösen, weil er glaubte Gott wolle, dass er die Politik aufgab und als Pastor arbeitete. Auf Drängen der Parteimitglieder widerrief Nguesso seine Entscheidung jedoch später. Beim ersten außerordentlichen Kongress des Club 2002, der am 16. und 17. Mai 2014 stattfand, wurde ein neues Beratungsgremium unter der Leitung von Nguesso, ein Supervisory Board (Aufsichtsrat), gegründet. Nguesso, der nun ein Beratungsgremium leitete, sagte, dies ermögliche es ihm, „meine politischen Verantwortlichkeiten und meine pastorale Mission in Einklang zu bringen“ („to reconcile my political responsibilities and my pastoral mission“). Auch bei diesem Kongress würzte er seine Worte mit religiösen Anrufungen.

## Wahlgeschichte
| Wahl | Parteiführer         | Stimmen | % | Sitze     | +/– | Position | Ergebnis |
| ---- | -------------------- | ------- | - | --------- | --- | -------- | --- |
| 2007 | Wilfred Nguesso      |         |   | 3 von 137 | Neu | 6.       | Koalition (Congolese Party of Labour (PCT)–Congolese Movement for Democracy and Integral Development (MCDDI)–Action and Renewal Movement (MAR)–Movement for Solidarity and Development (MSD)–Club 2002–Take Action for Congo (AGIR)–Patriotic Union for Democracy and Progress UPDP) |
| 2012 | Wilfred Nguesso      |         |   | 1 von 139 | ▼ 2 | ▼ 12.    | Koalition (PCT-MCDDI-Rally for Democracy and Social Progress (RDSP)-MAR-Union for the Republic (Republik Kongo) (UR)-Club 2002) |
| 2017 | Juste Désiré Mondelé |         |   | 1 von 151 | 0   | ▲ 1.     | Koalition (PCT-MAR-RDSP-Club 2002) |
| 2022 | Juste Désiré Mondelé |         |   | 2 von 151 | ▲ 1 | ▲ 6.     | Koalition (PCT-MAR-Club 2002-RDSP) |